# Philipp Baben der Erde
Philipp Baben der Erde (* 28. Mai 1981 in Wismar) ist ein deutscher Fotograf, Kameramann und Regisseur. Seine Tätigkeit als Kameramann und Regisseur umfasst Musikvideos, Dokumentation, Werbe- und Kurzfilme. Er lebt und arbeitet in Berlin und Paris.

## Leben
Baben der Erde begann seine Karriere als Fotograf 1999 in Berlin. Nach einem Start bei Werbung und Design führte ihn sein Weg bald schon in das Filmstudio Babelsberg. Als Kameramann und Regisseur ist er seit 2003 bei Spiel- und Dokumentarfilmen in Deutschland und Frankreich beteiligt.
Der Film Bonzenkarren, für den er als Kameramann verantwortlich war, wurde beim Internationalen Festival in Cannes 2008 gezeigt.
Seit 2005 widmet er sich der zeitgenössischen Fotografie. Seitdem wurden seine Werke in Berlin, München, New York, Paris, Cannes und London in mehr als 15 Ausstellungen gezeigt.
2013 gewann er den Deutschen Kamerapreis für den französischen Film Black Enchantment.

## Kinofilme
- 2012 Die mit dem Bauch Tanzen
- 2013 Landscapes
- 2015 House of Time
- 2016 Power to Change – Die EnergieRebellion
- 2019 1986

## Kurzfilme
Kamera
- 2004 Schrapps Geheimnis
- 2004 Sambakids
- 2004 Hagen
- 2005 Image ist Alles
- 2005 La double vie
- 2005 Minus eins
- 2005 Opus Dehi
- 2006 Stühle im Schnee
- 2006 Augenblicke
- 2006 Wer wettet der betrügt
- 2006 Svenska Jultompten
- 2006 Franziska Spiegel – Eine Erinnerung
- 2007 Wasserspiegel
- 2007 Die Rote und Zora
- 2008 Soon
- 2008 Bonzenkarren
- 2009 Weisst du eigentlich dass ganz viele Blumen blühen im Park
- 2009 Tifrit
- 2011 Black Enchantment
- 2012 Parlez-moi d’Alice
- 2012 Une raclette a deux

Regie
- 2004 Hagen
- 2007 Thekla
- 2007 Normal ist Anders
- 2008 Wir setzen über
- 2009 Ich-Me

## Ausstellungen
- September 2006 Wet Pink Pussy, Shan Rahimkan,  Berlin
- März 2007 Baben & Cortez, Strychnin Gallery, New York
- Juni 2007 Kings and Queens and a Child that Dreams, Strychnin Gallery,  London
- September 2007 Die 7 Todsünden, Engelbrot, Berlin
- November 2007 Prominence for Charity, Berlin
- März 2008 Fusion 5 Festival, Hotel 3.14 Cannes
- April 2008 Fallen Angels, DRS Studios, Berlin
- Juli 2008 Intuitive, Stark, Berlin
- Juli 2008 Intuitive, Fashionweek, Paris
- Februar 2009 Twilight- Impressions of the Berlinale Filmfestival 09-, S & K, Berlin
- September 2009 geh nicht hin, Dali Museum, Berlin
- Oktober 2009 Das Abendmahl, Rodeo, Berlin
- Februar 2010 Das große dunkle Lachen, S & K, Berlin
- April 2010 Fragmente, Sturmfeder Projects, München
- Oktober 2010 Fragmente, Art Elysees, Paris
- Oktober 2010 Der Sammler, Bordel des Arts, Berlin
- Dezember 2010 Fragmente, Bilderbühne, Wismar